# Laticoleus palpalis
Laticoleus palpalis är en stekelart som beskrevs av Ian D. Gauld och Mitchell 1978. Laticoleus palpalis ingår i släktet Laticoleus och familjen brokparasitsteklar. Inga underarter finns listade i Catalogue of Life.